# 长圆青荚叶
长圆青荚叶（学名：Helwingia omeiensis var. oblonga）为山茱萸科青荚叶属下的一个变种。

## 扩展阅读
- 維基物種上的相關：长圆青荚叶